# たのしいね
- たのしいね[1]
- 楽しいね[1][2]

「たのしいね」は、日本の童謡。作詞は山内佳鶴子、作曲は寺島尚彦。

## 概要
手拍子や歌を合わせる事で、楽しくなる事を表現した歌。
1964年、愛媛県宇和島労音応募作品。
1965年2月 - 3月、NHKの『みんなのうた』で紹介。歌は杉並児童合唱団と、女性コーラスのヴォーチェ・アンジェリカだが、ヴォーチェ・アンジェリカはクレジットされていない。編曲は作曲した寺島尚彦が、アニメーションは名アニメーターの久里洋二が担当。映像では3人の少女が登場する。
『みんなのうた』版は、衛星第2テレビの『懐かしのみんなのうた』で、2006年8月23日・同年12月11日・2007年1月2日に放送されたきりで、地上波の定時番組では全く再放送されていなかったが、2011年4月3日にNHK総合で放送された『みんなのうたスペシャル 1960'sセレクション』で、地上波では実に46年振りの放送となった。
2022年12月 - 翌2023年1月には、みんなのうた61年目の企画「名曲カバー」の第2弾として、天月による本曲のカバーが放送。アニメーションはKOO-KIの白川東一が担当。
また、NHKの『歌のメリーゴーラウンド』『おかあさんといっしょ』、キッズステーションの『けんたろうとミクのワイワイキッズ』でも放送された。
1968年以後、小学校の音楽の教科書に何度か掲載されている。

## この曲を発売した歌手
- 『みんなのうた』版の杉並児童合唱団、ヴォーチェ・アンジェリカによる音源は、日本コロムビア『NHKみんなのうた50 アニバーサリー・ベスト 〜誰かがサズを弾いていた〜』（2011年発売）、『NHKみんなのうた 〜Classic〜』（2013年発売）などに収録されている。キングレコード『NHKみんなのうた VOL.2』SKM(H)-2044（1971年発売）には、ヴォーチェ・アンジェリカ単独で録音されたバージョンが収録されている。
- キングレコード『歌のメリーゴーラウンド(2)』SKK(H)-109（1965年発売）に収録（同LPでは曲ごとの歌手・演奏者の明示なし）
- ドリーミング（編曲：青木望。『アンパンマンがえらんだこどものうた〜めだかの学校』（1991年発売）などに収録）
- 速水けんたろう（編曲：鶴由雄。ポニーキャニオン『ワイワイキッズ最新ベストソング おたのしみ』（2004年発売）などに収録）
- 今井ゆうぞう、はいだしょうこ、佐藤弘道、タリキヨコ（編曲：福田和禾子。ポニーキャニオン『NHKおかあさんといっしょ ファミリーコンサート ようこそ♪歌う森のパーティーヘ』（2005年発売）収録）
- いぬいかずよ、ひまわりキッズ（編曲：悠木昭宏。キングレコードから発売される童謡集に収録。例としては『あそびうたベスト50〜こぶたぬきつねこ・バスにのって〜』（2006年発売）など）
- 横山だいすけ、三谷たくみ（ポニーキャニオン『NHKおかあさんといっしょ どうよう〜どうぶつ・てあそび〜』（2013年発売）収録）

## 参考資料
- NHK みんなのうた（公式サイト）